# Thiernu
Thiernu település Franciaországban, Aisne megyében. Lakosainak száma 120 fő (2022. január 1.). Thiernu Berlancourt, Lugny, Marle, Montigny-sous-Marle, Rogny és Voharies községekkel határos.

## Népesség
A település népessége az elmúlt években az alábbi módon változott:
| Lakosok száma | 188  | 155  | 145  | 119  | 99   | 98   | 102  | 114  | 117  | 120  |
|               | 1968 | 1982 | 1990 | 2006 | 2013 | 2015 | 2017 | 2019 | 2020 | 2022 |